# Fresno (kommun i Colombia)
Fresno är en kommun i Colombia.   Den ligger i departementet Tolima, i den centrala delen av landet, 130 km nordväst om huvudstaden Bogotá. Antalet invånare är 31 317.